# 那覇市立曙小学校
那覇市立曙小学校（なはしりつ あけぼのしょうがっこう）は、沖縄県那覇市曙2丁目にある公立小学校。

## 沿革
- 1988年（昭和63年）1月 - 那覇市は、校名を「那覇市立曙小学校」と決定。
- 1989年（平成元年）11月1日 - 開校準備室設置し、初代校長に與那嶺辰治氏就任。
- 1990年（平成2年）
  - 4月1日 - 那覇市立曙小学校・幼稚園創立。
  - 4月2日 - 安謝小学校から分離し、「分離式」挙行。
  - 4月5日 - 校旗と校章を制定。
  - 4月7日 - 開校式と第1回始業式及び開校記念式典挙行。
  - 4月9日 - 第1回入学式挙行。
  - 5月19日 - 第1回PTA総会開催。
  - 7月20日 -  子ども会結成する（16の子ども会）。
  - 8月7日 - 校歌制定。
  - 9月30日 - 開校記念大運動会開催。
  - 10月17日 - 語らい広場工事着工。
  - 12月2日 - 第1回学芸会開催。
- 1991年（平成3年）
  - 2月26日 - 総合遊具完成。
  - 3月8日 - 運動場に体育庫と農具庫を設置。
  - 3月22日 - 第1回卒業式挙行。
  - 3月23日 - 第1回終了式挙行。
  - 11月15日 - 飼育小屋完成。
- 1992年（平成4年）
  - 1月16日 - 教材園と土置き小屋完成。
  - 1月31日 - 運動場周辺に防球ネット完成。
  - 2月20日 - 図工室完成。
  - 3月16日 - 体育館に校歌板設置（卒業記念）。
- 1993年（平成5年）
  - 1月26日 - 那覇市教育委員会による植樹（ふくぎ、がじゅまる、ももたまな等）実施。
  - 5月7日 - 普通教室棟南に花壇完成。
  - 6月15日 - 校長室にクーラー設置。
  - 9月12日 - 親子クリーン作戦実施（第1回）。
  - 12月12日 - PTA主催で第1回ふれあいバザー開催。
- 1994年（平成6年）
  - 8月10日 - 事務室にクーラー設置。
  - 10月16日 - 創立五周年記念運動会開催。
  - 12月26日 - 給食室床工事竣工。
- 1995年（平成7年）
  - 1月14日 - スクールゾーン地域に立て看板を設置。
  - 2月15日 -  創立五周年を祝う「おめでとう集会」開催。
  - 3月18日 - PTA作業により、ワックス掛けと校長室前緑地整備。
  - 3月21日 - ふれあいミニ牧場完成。
- 1996年（平成8年）
  - 3月6日 -  戦後50周年記念植樹実施。
  - 3月12日 - 子やぎを購入。
  - 3月14日 - 曙小学校保健委員会結成。
  - 3月16日 - ふれあいミニ牧場拡張工事完了。
  - 11月26日 - テント倉庫竣工し、階段壁ギャラリー設置。
- 1997年（平成9年）10月1日 - コンピュータ（11台）設置。
- 1999年（平成11年）
  - 2月7日 -  創立10周年記念事業基金造成PTAバザー開催。
  - 6月26日 - 10周年記念事業として、音楽室にクーラーを設置。
  - 6月30日 - 第10期卒業記念として、ミーティングルームにクーラーを設置。
  - 7月30日 - 10周年記念事業として、幼稚園事務室と小学校職員室にクーラーを設置。
  - 9月11日 - 10周年記念Tシャツと記念ボトルの販売を開始。
  - 9月18日 - PTA作業により、校庭の樹木剪定。
- 2000年（平成12年）
  - 1月23日 - 10周年記念事業として、校内通路整備工事（三木会・PTA奉仕活動）実施。
  - 2月2日 - 創立10周年記念学芸会開催し、曙小学校・幼稚園創立10周年記念式典挙行・祝賀会開催。
  - 2月25日 - ジャングルジム設置（エコロジー部・記念事業期成会）。
  - 3月7日 - 渡嘉敷島より山羊購入し、「とかちゃん」と命名。
  - 10月28日 - 第1回あけぼのふれあいまつり開催。
- 2001年（平成13年）
  - 3月9日 - 視聴覚室にクーラーを設置（ふれあいまつり収益金より）。
  - 9月1日 - コンピュータ室改築し、コンピュータ70台。さらに、職員室に3台、図書館に3台のコンピュータを設置。
- 2002年（平成14年）
  - 3月8日 - 第12期卒業記念として、バトンパネル設置。
  - 4月7日 - 低学年音楽室の床張り替え工事完了。
  - 4月9日 - PTAにより、農具小屋が完成。
- 2003年（平成15年）5月9日 - 屋外体育倉庫完成。
- 2004年（平成16年）
  - 4月1日 - 銘苅小学校新設に伴い、一部校区を変更。
  - 11月2日 - プール門扉取り付け工事完了。
  - 11月6日 - 曙小地域子ども教室開設（子ども居場所づくり）。
- 2005年（平成17年）
  - 6月22日 - 慰霊の日特設授業実施。
  - 7月25日 - この日から8月5日まで、算数サマースクール実施（以後毎年開催）。
  - 9月6日 -  地域子ども教室による学習支援開始。
- 2006年（平成18年）12月25日 - コミュニティー通り西側に門扉設置。
- 2010年（平成22年）1月31日 - 創立20周年記念式典挙行し、祝賀会開催。
- 2011年（平成23年）7月29日 - この日から8月24日まで、 床張り替え工事実施。

## 通学区域と進学先中学校
出典

### 通学区域
- 字安謝（182番地 - 269番地）
- 曙（全域）
- 港町（全域）
- 字天久（全域）

### 進学先中学校
- 那覇市立安岡中学校（那覇市銘苅）

## アクセス
- 琉球バス交通26系統宜野湾空港線（西海岸経由）・那覇バス101系統平和台安謝線で、
  - 「沖縄シャープ前」停留所から、正門まで、
    - 旭橋・那覇バスターミナル、那覇空港・豊見城市方面行のりばから、徒歩約300m・約5分。
    - 宜野湾市・中央卸売市場方面行のりばから、徒歩約195m・約3分。

  - 「倉庫前」停留所から、
    - 正門まで、琉球バス交通26系統宜野湾空港線（西海岸経由）の那覇バスターミナル・那覇空港方面行のりばから、徒歩約165m・約3分。
    - 東門（曙こども園との共通門）まで、那覇バス101系統平和台安謝線の中央卸売市場方面行のりばから、徒歩約315m・約5分。

## 周辺
- 社会福祉法人大竹福祉会曙こども園 - 同一敷地内で、かつ進学前こども園のひとつ。
- ファミリーマート曙小学校前店 - 那覇市道をはさんで、敷地が隣接。
- タウンプラザかねひで あけぼの店 - 那覇市道をはさんで、敷地が隣接。
- 曙沖商ビル
- セブンイレブン那覇曙3丁目店
- 那覇市消防局西消防署安謝出張所
- 那覇新港
  - なお、那覇新港が近い関係で、港湾施設なども点在する。